# Netelia morleyi
Netelia morleyi är en stekelart som beskrevs av Townes, Townes och Gupta 1962. Netelia morleyi ingår i släktet Netelia och familjen brokparasitsteklar. Inga underarter finns listade i Catalogue of Life.